# إريك بول
إريك بول (بالألمانية: Erich Pohl)‏ (15 يناير 1894 في ألمانيا - 8 سبتمبر 1948) هو لاعب كرة قدم ألماني في مركز الوسط. شارك مع منتخب ألمانيا لكرة القدم. أما مع النوادي، فقد لعب مع  وVfL Köln 99 ‏.

## وصلات خارجية
- إريك بول على موقع قاعدة بيانات كرة القدم.إي يو (الإنجليزية)
- إريك بول على موقع ناشيونال فوتبول تيمز (الإنجليزية)
- إريك بول على موقع عالم كرة القدم.نت (الإنجليزية)